# وی‌آم
وی‌آم (کره‌ای: 외암; هانجا: 外巖; لاتین‌نویسی اصلاح‌شده: Oeam) یک روستای سنتی از دوره چوسان است که در استان چونگ‌چونگ جنوبی، نزدیک به آسان در کره جنوبی واقع شده است. این روستا معماری و آداب و رسوم دوره چوسان را حفظ کرده و در سال ۲۰۱۱ به فهرست آزمایشی میراث جهانی یونسکو اضافه شد. همچنین در سال ۲۰۰۰ به عنوان میراث فرهنگی مهم فولکلور در کره جنوبی معرفی شد.